# Christopher Larkin
Christopher Larkin (Daegu, 2 ottobre 1987) è un attore statunitense di origini sudcoreane.
Il suo ruolo di massimo rilievo è stato quello di Monty Green nella serie televisiva del network The CW The 100.

## Biografia
Nato in Corea del Sud, Larkin è stato adottato all'età di quattro mesi da Elaine (nata Goulet, terapista occupazionale) e Peter Larkin (vice presidente di un'azienda di traslochi). È cresciuto, quindi, ad Hebron, nel Connecticut.
Dopo essersi diplomato alla RHAM High School e poi all'Accademia di Belle Arti Greater Hartford nel 2005, Larkin ha frequentato la Fordham University al campus del Lincoln Center di New York City. Durante il semestre autunnale del suo ultimo anno, ha lasciato l'università per dedicarsi al teatro, essendo stato scelto come protagonista della produzione della Compagnia Teatrale Steppenwolf Kafka sulla spiaggia, messa in scena a Chicago, Illinois. Prima di ottenere finalmente il bachelor of arts nel 2009, ha recitato in diverse produzioni teatrali Off-Broadway.

## Carriera
Larkin ha fatto il suo debutto nel lungometraggio della Hallmark Hall of Fame The Flamingo Rising, interpretando uno dei ruoli principali. Inoltre, è apparso in diverse produzioni televisive quali Diario di una nerd superstar, 90210, Una vita da vivere e l'episodio pilota di CW Cooper and Stone. I suoi crediti cinematografici includono le pellicole Strangers With Candy e The Big Bad Swim.
Ha anche interpretato il ruolo di "Monty Green" nella serie televisiva The 100.

## Filmografia

### Cinema
- Strangers with Candy, regia di Paul Dinello (2005)
- The Big Bad Swim, regia di Ishai Setton (2006)

### Televisione
- The Flamingo Rising, regia di Martha Coolidge – film TV (2001)
- Una vita da vivere – serie TV (2008)
- Cooper and Stone, regia di John Dahl – film TV (2011)
- Squad 85 – serie TV, 6 episodi (2012)
- 90210 – serie TV, episodio 5x13 (2013)
- Diario di una nerd superstar – serie TV 3x19 (2013)
- The 100 – serie TV, 71 episodi (2014-2019)
- Tales of the City – serie TV, 7 episodi (2019)
- The Orville – serie TV, episodio 3x07 (2022)

## Doppiatori italiani
Nelle versioni in italiano delle opere in cui ha recitato, Christopher Larkin è stato doppiato da:
- Davide Perino in The 100